# Herrarnas svikthopp i simhopp vid olympiska sommarspelen 2004
Herrarnas svikthopp i de olympiska simhoppstävlingarna vid de olympiska sommarspelen 2004 hölls den 23-24 augusti i Athens Olympic Sports Complex. 

## Medaljörer
| Event             | Guld         | Silver                    | Brons                  |
| 3 meter svikthopp | Peng Bo Kina | Alexandre Despatie Kanada | Dmitri Sautin Ryssland |

## Resultat
| Placering | Simhoppare          | Land           | Kval   | Kval      | Semifinal        | Semifinal        | Semifinal        | Semifinal        | Final            | Final            | Final            |
| Placering | Simhoppare          | Land           | Poäng  | Placering | Poäng            | Placering        | Totalt           | Placering        | Poäng            | Placering        | Totalt           |
| --------- | ------------------- | -------------- | ------ | --------- | ---------------- | ---------------- | ---------------- | ---------------- | ---------------- | ---------------- | ---------------- |
| 1         | Peng Bo             | Kina           | 495,45 | 2         | 256,17           | 2                | 751,62           | 2                | 531,21           | 1                | 787,38           |
| 2         | Alexandre Despatie  | Kanada         | 517,59 | 1         | 254,73           | 3                | 772,32           | 1                | 501,24           | 3                | 755,97           |
| 3         | Dmitri Sautin       | Ryssland       | 450,06 | 6         | 256,38           | 1                | 706,44           | 4                | 496,89           | 4                | 753,27           |
| 4         | Wang Feng           | Kina           | 444,96 | 7         | 240,42           | 5                | 685,38           | 7                | 510,30           | 2                | 750,72           |
| 5         | Fernando Platas     | Mexiko         | 434,70 | 8         | 232,02           | 7                | 666,72           | 8                | 472,23           | 5                | 704,25           |
| 6         | Troy Dumais         | USA            | 452,76 | 5         | 239,91           | 6                | 692,67           | 6                | 461,55           | 7                | 701,46           |
| 7         | Alexander Dobroskok | Ryssland       | 489,75 | 3         | 228,09           | 10               | 717,84           | 3                | 469,20           | 6                | 697,29           |
| 8         | Ken Terauchi        | Japan          | 456,15 | 4         | 245,64           | 4                | 701,79           | 5                | 444,36           | 8                | 690,00           |
| 9         | César Castro        | Brasilien      | 432,45 | 9         | 230,28           | 8                | 662,73           | 9                | 432,69           | 9                | 662,97           |
| 10        | Rommel Pacheco      | Mexiko         | 408,75 | 15        | 221,85           | 11               | 630,60           | 12               | 420,84           | 10               | 642,69           |
| 11        | Dmytro Lysenko      | Ukraina        | 419,16 | 11        | 219,57           | 12               | 638,73           | 11               | 410,07           | 11               | 629,64           |
| 12        | Robert Newbery      | Australien     | 429,09 | 10        | 228,60           | 9                | 657,69           | 10               | 391,74           | 12               | 620,34           |
| 13        | Philippe Comtois    | Kanada         | 418,32 | 12        | 210,90           | 15               | 629,22           | 13               | Gick inte vidare | Gick inte vidare | Gick inte vidare |
| 14        | Joona Puhakka       | Finland        | 414,69 | 13        | 209,91           | 16               | 624,60           | 14               | Gick inte vidare | Gick inte vidare | Gick inte vidare |
| 15        | Tony Ally           | Storbritannien | 401,52 | 16        | 215,61           | 14               | 617,13           | 15               | Gick inte vidare | Gick inte vidare | Gick inte vidare |
| 16        | Steven Barnett      | Australien     | 397,71 | 17        | 217,05           | 13               | 614,76           | 16               | Gick inte vidare | Gick inte vidare | Gick inte vidare |
| 17        | Ramon Fumado        | Venezuela      | 410,97 | 14        | 194,82           | 18               | 605,79           | 17               | Gick inte vidare | Gick inte vidare | Gick inte vidare |
| 18        | Mark Shipman        | Storbritannien | 396,90 | 18        | 202,98           | 17               | 599,88           | 18               | Gick inte vidare | Gick inte vidare | Gick inte vidare |
| 19        | Javier Illana       | Spanien        | 385,80 | 19        | Gick inte vidare | Gick inte vidare | Gick inte vidare | Gick inte vidare | Gick inte vidare | Gick inte vidare | Gick inte vidare |
| 20        | Nicola Marconi      | Italien        | 384,63 | 20        | Gick inte vidare | Gick inte vidare | Gick inte vidare | Gick inte vidare | Gick inte vidare | Gick inte vidare | Gick inte vidare |
| 21        | Jorge Betancourt    | Kuba           | 382,56 | 21        | Gick inte vidare | Gick inte vidare | Gick inte vidare | Gick inte vidare | Gick inte vidare | Gick inte vidare | Gick inte vidare |
| 22        | Erick Fornaris      | Kuba           | 380,07 | 22        | Gick inte vidare | Gick inte vidare | Gick inte vidare | Gick inte vidare | Gick inte vidare | Gick inte vidare | Gick inte vidare |
| 23        | Andreas Wels        | Tyskland       | 378,93 | 23        | Gick inte vidare | Gick inte vidare | Gick inte vidare | Gick inte vidare | Gick inte vidare | Gick inte vidare | Gick inte vidare |
| 24        | Tommaso Marconi     | Italien        | 378,72 | 24        | Gick inte vidare | Gick inte vidare | Gick inte vidare | Gick inte vidare | Gick inte vidare | Gick inte vidare | Gick inte vidare |
| 25        | Sergei Kuchmasov    | Belarus        | 377,61 | 25        | Gick inte vidare | Gick inte vidare | Gick inte vidare | Gick inte vidare | Gick inte vidare | Gick inte vidare | Gick inte vidare |
| 26        | Yuriy Shlyakhov     | Ukraina        | 377,19 | 26        | Gick inte vidare | Gick inte vidare | Gick inte vidare | Gick inte vidare | Gick inte vidare | Gick inte vidare | Gick inte vidare |
| 27        | Tobias Schellenberg | Tyskland       | 371,85 | 27        | Gick inte vidare | Gick inte vidare | Gick inte vidare | Gick inte vidare | Gick inte vidare | Gick inte vidare | Gick inte vidare |
| 28        | Nikolaos Siranidis  | Grekland       | 363,75 | 28        | Gick inte vidare | Gick inte vidare | Gick inte vidare | Gick inte vidare | Gick inte vidare | Gick inte vidare | Gick inte vidare |
| 29        | Jukka Piekkanen     | Finland        | 359,22 | 29        | Gick inte vidare | Gick inte vidare | Gick inte vidare | Gick inte vidare | Gick inte vidare | Gick inte vidare | Gick inte vidare |
| 30        | Aleksandr Varlamov  | Belarus        | 357,09 | 30        | Gick inte vidare | Gick inte vidare | Gick inte vidare | Gick inte vidare | Gick inte vidare | Gick inte vidare | Gick inte vidare |
| 31        | Juan Urán           | Colombia       | 344,40 | 31        | Gick inte vidare | Gick inte vidare | Gick inte vidare | Gick inte vidare | Gick inte vidare | Gick inte vidare | Gick inte vidare |
| 32        | Justin Wilcock      | USA            | 225,87 | 32        | Gick inte vidare | Gick inte vidare | Gick inte vidare | Gick inte vidare | Gick inte vidare | Gick inte vidare | Gick inte vidare |